# San Severo
San Severo är en ort och kommun i provinsen Foggia i regionen Apulien i Italien. Kommunen hade 53 015 invånare (2017).